# Ліндберг (Німеччина)
Ліндберг (нім. Lindberg) — громада в Німеччині, знаходиться в землі Баварія. Підпорядковується адміністративному округу Нижня Баварія. Входить до складу району Реген.
Площа — 108,90 км2. Населення становить 2281 ос. (станом на 31 грудня 2020).